# TAMATA
『TAMATA』（タマタ）は、茅ヶ崎麻による日本の漫画。シンマンGPseason2受賞作。『週刊ヤングジャンプ』（集英社）にて、2017年30号から2018年26号まで連載。サブタイトルは漢字3文字となっている。

## 登場人物

### カフェ・夕飯
田俣澄
本作の主人公。カフェ・夕飯で店長、料理長、ウェイトレスの業務を一人でこなすスタイル抜群の美女。料理や格闘の達人でもある。頼田の記事によると推定17歳。祖父を最も苦手としている。

### ヒカゲクラブ
鈴木
頼田の記事を読みカフェ・夕飯に通うようになった女性。夕飯が閉店に追い込まれた後は田俣をヒカゲクラブに誘う。
佐田
マスクをした陰気な男。潜入捜査をする田俣を音声でのガイドをする。

### 太陽協会
田俣竜剛
太陽協会会長。澄の継父。催眠で表向きの会長として操られていた。
副会長
月刊コア編集長。
澄の祖父
本当の会長。澄を協会の長とせんと考えている。
詰田将
矯正保護科隊長。

### その他
頼田書男
フリーライター。田俣に興味を持ち彼女の記事を書いた。
向田春子
カフェ・夕飯の向かいにある喫茶店の経営者。女装をしているが筋骨隆々な男。声も良く通る。
足立律彦
カフェ・夕飯のアルバイト。田俣に失敗の天才と呼ばれる程ドジ。
庄吾
月刊コア編集長の子。10歳。気弱な性格。家庭教師として赴いた田畑（田俣）の努力もあり苦手だった父に意見を発する。

## 書誌情報
- 茅ヶ崎麻 『TAMATA』 集英社〈ヤングジャンプ・コミックス〉、全4巻
  1. 2017年9月24日発行（9月19日発売[集 1]）、ISBN 978-4-08-890729-1
  2. 2017年12月24日発行（12月19日発売[集 2]）、ISBN 978-4-08-890785-7
  3. 2018年5月23日発行（5月18日発売[集 3]）、ISBN  978-4-08-890879-3
  4. 2018年6月24日発行（6月19日発売[集 4]）、ISBN  978-4-08-891049-9